# Phalaenopsis mannii
Phalaenopsis mannii Rchb.f., 1871 è una pianta della famiglia delle Orchidacee originaria dell'Asia sudorientale.

## Descrizione
È un'orchidea di taglia da piccola a media, a comportamento epifita, come tutte le specie del genere Phalaenopsis a crescita monopodiale. Presenta un corto fusto avvolto dalle basi, molto embricate, delle foglie, che sono 4 o 5 e si presentano lucide, carnose, di forma da oblungo-oblanceolata a oblungo-ligulata, con apice mediamente acuto. La fioritura avviene normalmente in primavera, mediante un'infiorescenza racemosa o raramente paniculata che aggetta lateralmente, ricadente, pendula, lunga in media 45 centimetri, ricoperta da piccole brattee di forma ovato-lanceolata e portante moltissimi (fino a 70) fiori. Questi sono grandi mediamente 4 centimetri, sono profumati, di consistenza cerosa, longevi, si aprono in successione, e sono di colore giallo verdognolo, con evidenti macchie di colore rosso-marroncino in petali, sepali, mentre il labello è doi colore crema screziato di rosso fucsia.

## Distribuzione e habitat
La specie è originaria dell'Asia, in particolare della sezione indiana della catena dell'Himalaya, ovvero stati indiani di Assam e Sikkim, Nepal, Bhutan, oltre che Myanmar, Cina meridionale e Vietnam, dove cresce epifita su alberi con corteccia rugosa, in foreste sempreverdi con fitto sottobosco, presso corsi d'acqua che forniscono la necessaria umidità anche in zone poco piovose, da 500 a 1500 metri di quota.

## Sinonimi
Polychilos mannii (Rchb.f.) Shim, 1982

Phalaenopsis boxallii Rchb.f., 1883

Phalaenopsis mannii f. flava Christenson, 2001

## Coltivazione
Questa pianta, per la sua tendenza a crescere pendente è bene coltivata in panieri appesi, su supporto di sughero oppure su felci arboree e richiede in coltura esposizione all'ombra, temendo la luce diretta del sole, e temperature calde nel periodo della fioritura che è consigliabile abbassare nella fase di riposo vegetativo. Nella fase della fioritura sono consigliabili frequenti irrigazioni.